# 伊丽莎白公主 (黑森和莱茵)
黑森和莱茵大公国伊丽莎白公主（英语：Princess Elisabeth of Hesse and by Rhine，德语：Prinzessin Elisabeth Marie Alice Viktoria von Hessen und bei Rhein，1895年3月11日—1903年11月16日），是黑森大公恩斯特·路德维希和第一任妻子维多利亚·梅丽塔公主所生的唯一的女儿，后来也是唯一的孩子（1900年两人又生下一子，是一个死胎）。公主和她的姑妈，另一位黑森和莱茵大公国伊丽莎白公主同名，且小名都叫“艾拉”（Ella）。伊丽莎白公主在8岁时突然早夭，有传言称公主是误食用来毒死他的姑丈沙皇尼古拉二世的菜肴中毒死的，但当时负责抢救公主的宫廷医生诊断她的死因是伤寒，且有可能是喝了从受污染的溪水中打来的水引起的。

## 生平

### 出生

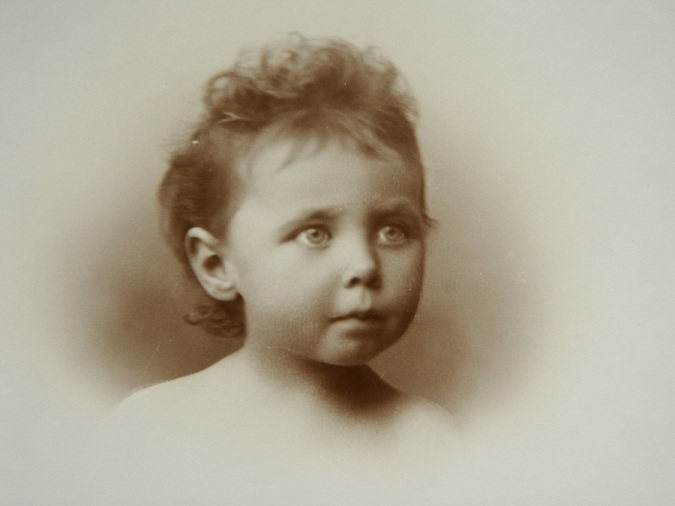
1岁的伊丽莎白公主，摄于1896年。

伊丽莎白公主的父母是近亲的表兄妹。两人在他们共同的祖母——英国女王维多利亚的撮合下结为连理。但两人的婚姻一开始便注定是不幸的。梅丽塔公主和爱女儿伊丽莎白，但黑森大公恩斯特·路德维希比她更爱自己的女儿， 他甚至在伊丽莎白会开口说话之前便认为只有他自己听得懂伊丽莎白的话。6个月大时，伊丽莎白被安排去上育儿所，恩斯特·路德维希大公还曾问她偏爱的颜色。他提到伊丽莎白向他展示长得像丁香的东西时令他＂高兴地尖叫"。之后路德维希大公还为女儿建了一座自带花园的游戏房，大人都不得进入。

### 童年
沙皇尼古拉二世的女儿们的家庭教师玛格丽塔·伊格形容伊丽莎白公主是“一个漂亮可爱的孩子，有一双大大的灰蓝色眼睛和一头浓密的黑发。无论在外表还是行为上，都像她的母亲”。伊丽莎白4岁时，曾希望有一个妹妹，曾试着说服姑妈亚历山德拉皇后和姑丈尼古拉二世让父母收塔季扬娜或玛丽亚为女儿。恩斯特·路德维希大公和梅丽塔公主之后在1900年又生一子，但一生下来却是死的。
伊丽莎白公主很受她的曾祖母维多利亚女王的宠爱，后者总称呼她为“我的小可爱”。恩斯特·路德维希大公和梅丽塔公主婚后生活并不愉快，但维多利亚女王不允许他们离婚，为的是小伊丽莎白不为此受到伤害。1899年维多利亚女王80大寿之际，最先想见的便是伊丽莎白公主。当时4岁的伊丽莎白在听到曾祖母的小马车开到温莎城堡时便会冲出阳台，边挥手边叫道：“奶奶，我在这儿！”(Granny Gran, I'm here!)。小公主好玩的举动常常令维多利亚笑的合不拢嘴。

### 染病早亡

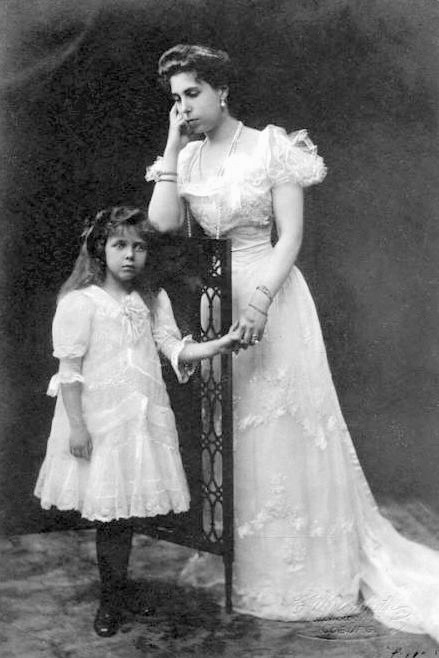
伊丽莎白公主和母亲梅丽塔公主。父母离婚后，伊丽莎白一直恨自己的母亲。

1903年，恩内斯特大公的侄女爱丽丝公主结婚，恩内斯特大公便在达姆施塔特举行了家庭聚会。几个星期后他就让伊丽莎白公主到他的妹妹，公主的姑妈亚历山德拉·费奥多罗芙娜皇后那里暂住。在位于波兰斯凱爾涅維采的皇家狩猎区，伊丽莎白公主和他的表姐妹散步和野餐。
然而有一天，伊丽莎白公主感觉喉咙痛和胸口痛，但沙皇皇家医生认为是公主前一日和表亲玩得太开心所致。当时伊丽莎白发烧至104华氏度。沙皇一家认为此并无大碍，仍按计划去剧院看戏。不料当晚公主病情加重。沙皇从华沙传唤了专家来诊治，专家为公主注射了咖啡因和樟脑，试图缓解公主的病情，但不奏效。
玛格丽塔·伊格后来这样回忆伊丽莎白公主临终前的状况：
“她突然坐起来，张大眼睛，用惊恐万状的眼神看着我们说,"我要死了，我要死了!"紧接着又咳着躺下了，但依旧焦虑不安。那孩子对我说,"给妈妈发电报。"我应允了。之后她又和她的表姐妹谈话，还紧紧的盯着表妹阿纳斯塔西娅，阿纳斯塔西娅叫道,"可怜的艾拉，可怜的伊丽莎白表姐！"我就把安娜斯塔西娅抱出了屋子。”
之后，医生建议亚历山德拉皇后将情况告知公主的母亲，然而梅丽塔公主到第二天上午才收到电报，当时伊丽莎白公主已经死亡，年仅8岁。之后的尸检报告显示她死于致命性伤寒。但也有传言伊丽莎白是误食了下毒给沙皇吃的菜中毒而死。

### 葬礼和影响
伊丽莎白的遗体被放置在沙皇尼古拉二世赠予的银色棺材中并运送回达姆施塔特。悲伤的恩内斯特为女儿举行了隆重的葬礼。伊丽莎白去世30年后恩内斯特依旧为爱女的早亡悲哀不已，他在回忆录中记载到：“我的小伊丽莎白，是我生命中的阳光。”(My little Elisabeth was the sunshine of my life.)

## 头衔
- 1895年3月11日﹣1903年11月16日：黑森和莱茵大公国伊丽莎白公主殿下